# Désiré Baudin
Pour les articles homonymes, voir Baudin.
Désiré Pierre Baudin, né le 22 janvier 1809 à Rouen et mort le 19 avril 1870 à Paris, est un ingénieur et cartographe français, inspecteur général des mines de première classe.
Il épouse la nièce de Barthélemy de Romeuf.

## Carrière
Désiré Baudin suit sa scolarité dans la pension de M. Baudin à Rouen.
Baudin crée un laboratoire de chimie à Clermont-Ferrand dès 1831. Il réalise des études hydrauliques pour la ville de Clermont et la cartographie géologique de l'Auvergne.
Il meurt à son domicile, 9 rue Montaigne à Paris.

## Distinctions
- Officier de la Légion d'honneur (1864).

## Publications
- Description historique, géologique et topographique du bassin houiller de Brassac... par M. Baudin, etc. (1851)
- Lettre à Messieurs les lecteurs des "Tablettes historiques de l'Auvergne", de M. J.-B. Bouillet, etc. Ve année, no 1. (Signé : Baudin.) (1844)
- Précis historique sur les mines de houille de Brassac, depuis leur ouverture jusqu'en 1836 (1842)
- Notice généalogique sur le bassin houiller de Brassac, lue à la Société des sciences, belles-lettres et arts de Clermont, séance du 5 mai 1836, par l'ingénieur ordinaire des mines… (D. Baudin.) (1836)
- Exposé des travaux minérallurgiques de l'année 1835-36 (1836)
- Rapport à l'Académie des sciences, belles-lettres et arts de Clermont-Ferrand sur le papier dit de sûreté. Séance du 2 février 1837. (Signé : Baudin, Bertrand.)
- Mémoire sur la mine de Pesey et Macot (1831)